# Imre Komjáthi
Imre Komjáthi (ur. 9 marca 1968 w m. Sajószentpéter) – węgierski polityk, robotnik i działacz związkowy, poseł do Zgromadzenia Narodowego, w latach 2022–2024 współprzewodniczący, a od 2024 przewodniczący Węgierskiej Partii Socjalistycznej (MSZP).

## Życiorys
Kształcił się w zawodzie blacharza i spawacza, w 1999 ukończył szkołę zawodową w miejscowości Kazincbarcika. W późniejszych latach podjął studia na Uniwersytecie w Miszkolcu. W latach 1985–2018 pracował na różnych stanowiskach w przedsiębiorstwie chemicznym Borsodi Vegyi Kombinát (przekształconym w BorsodChem). W 2012 współtworzył i stanął na czele lewicowego stowarzyszenia Munkát, Kenyeret, Tisztességes Béreket Egyesület. W 2013 należał do organizatorów związku zawodowego Közmunkás Szakszervezet, do 2018 pełnił funkcję jego wiceprzewodniczącego. Zaangażował się w działalność polityczną w ramach Węgierskiej Partii Socjalistycznej, został wiceprzewodniczącym tego ugrupowania.
W wyborach w 2022 z ramienia opozycyjnej koalicji uzyskał mandat posła do węgierskiego parlamentu. W październiku 2022 wybrany na współprzewodniczącego MSZP (obok Ágnes Kunhalmi). W październiku 2024 został samodzielnym przewodniczącym socjalistów.